# Macrolycus dominator
Macrolycus dominator is een keversoort uit de familie netschildkevers (Lycidae). De wetenschappelijke naam van de soort werd in 1925 gepubliceerd door Kleine.